# Sierra El Álamo
La sierra El Álamo es una montaña en los municipios de Arteaga, estado de Coahuila y Santiago, estado de Nuevo León; México, forma parte de la Sierra Madre Oriental. La cima; también conocida como “Cerro el Musgo”, alcanza los 3,268 metros sobre el nivel del mar, La Sierra El Álamo está rodeada por Sierra El Tarillal, Sierra San Juan Bautista, Sierra La Viga, Cerro Rancho Nuevo y Cerro de Las Nieves; la cresta tiene aproximadamente 26.5 kilómetros de largo y sirve de límite entre los estados de Coahuila y Nuevo León por aproximadamente 8 kilómetros.